# Angol–német flottaépítési verseny
Az angol–német flottaépítési verseny (helyesebben: brit–német)  Nagy-Britannia és Németország közötti fegyverkezési verseny volt, mely a 19. század utolsó éveitől az első világháború 1914-es kirobbanásáig tartott és a háború egyik okaként tartják számon. A fegyverkezési verseny kezdetét Alfred von Tirpitz 1897-es tervétől számítják, melyben egy olyan „létező flotta” (fleet in being) létrehozására törekedett, mellyel Nagy-Britanniát diplomáciai engedményekre tudja késztetni. Tirpitz a flottától ténylegesen nem várta el, hogy egy esetleges konfliktus során legyőzze a brit flottát.
Vilmos császár támogatásával Tirpitz elfogadtatta a birodalmi gyűléssel (a Reichstaggal) az egyre nagyobb számú hadihajó megépítését rögzítő flottatörvényeket. A Dreadnought megépülte 1906-ban Tirpitzet a hadihajók építésének további fokozására késztette (első törvénykiegészítés). Míg egyes brit megfigyelők aggódva tekintettek a német flotta kiépítésére, egészen az 1908-as második törvénykiegészítésig az nem keltett általános riadalmat. A brit közvélemény és a politikai ellenzék azt követelte a liberális kormányzattól, hogy válaszoljon a német kihívásra, ami 1910-ben újabb dreadnought-mintájú csatahajók megrendelését vonta magával és ezzel a fegyverkezési verseny eszkalálódott.
Európa legerősebb hadserege és második legnagyobb hadiflottája hatalmas terhet rótt a német költségvetésre. Theobald von Bethmann-Hollweg német kancellár megpróbálta csökkenteni a feszültséget a két ország között, hogy ezzel könnyítsen a költségvetés terhein és Franciaországra koncentrálhasson, mint riválisra. Bethmann-Hollweg alatt és főként 1912-től Németország felhagyott a csatahajók építésében való versengéssel és ezt követően egy kereskedelmi háborút folytató stratégiára összpontosított, melyet tengeralattjárókkal vívtak volna meg.
Az első világháború kitörésekor a britek az Északi-tenger egészét lezárva a német partoktól távol állították fel blokádjukat. Egy ilyen blokádra a németek nem voltak felkészülve, mivel a partjaik ellen indított erős támadásra számítottak. A brit blokád a rombolóik hatótávolságának peremén volt, így azok nem tudták volna hatékonyan támogatni a nagyobb hajókat ilyen távoli hadműveletekben. 
A fegyverkezési verseny során felhasznált hatalmas erőforrásokkal szemben a két fél csatahajóflottái egyetlen ütközetet vívtak egymással az első világháborúban, a tengeri háborút jelentősen nem befolyásoló skagerraki csatát. Ellenben a korábbi német stratégiai elképzelések középpontjában álló kereskedelmi háborúval és az abban részt vevő kisebb egységekkel a konfliktus egész ideje alatt veszélyeztetni tudták az ellenség hajóforgalmát és érzékeny veszteségeket okoztak.

## Előzmények
A 19. század végén Nagy-Britannia rendelkezett a világon a legnagyobb hadiflottával és arra törekedett, hogy legalább akkora legyen, mint a két utána következő hadiflotta ereje együttvéve. Ez a politika a two-power-standard néven volt ismert és 1889-ben a brit flotta hivatalosan is megfogalmazta az eddig hivatalosan ki nem mondott törekvést. A brit gazdaság függött attól, hogy nyersanyagokat importáljon és késztermékeket exportáljon. 1900-ra az elfogyasztott kalóriák 58%-a a tengeren túlról behozott élelmiszerekből származott, ami azt jelentette, hogy amennyiben Nagy-Britannia nem tudta volna biztosítani a hajóközlekedést, akkor élelmiszerhiány lépett volna fel a szigetországban. Brit politikai és katonai vezetők még a német kihívás előtt felhívták a figyelmet arra, hogy milyen katasztrofális gazdasági, társadalmi és politikai következményei lennének annak, ha a haditengerészetük nem tudná garantálni az anyaország számára a biztonságot. 1871-től kezdődően megjelentek a Nagy-Britannia önvédelmi képességének hiányosságai miatti aggodalmat megfogalmazó irodalmi művek, megteremtve az „inváziós irodalom” (invasion literature) műfaját, és ezek az olvasmányok a világháború kitöréséig is népszerűek maradtak, erős befolyással bírva a brit közvéleményre.

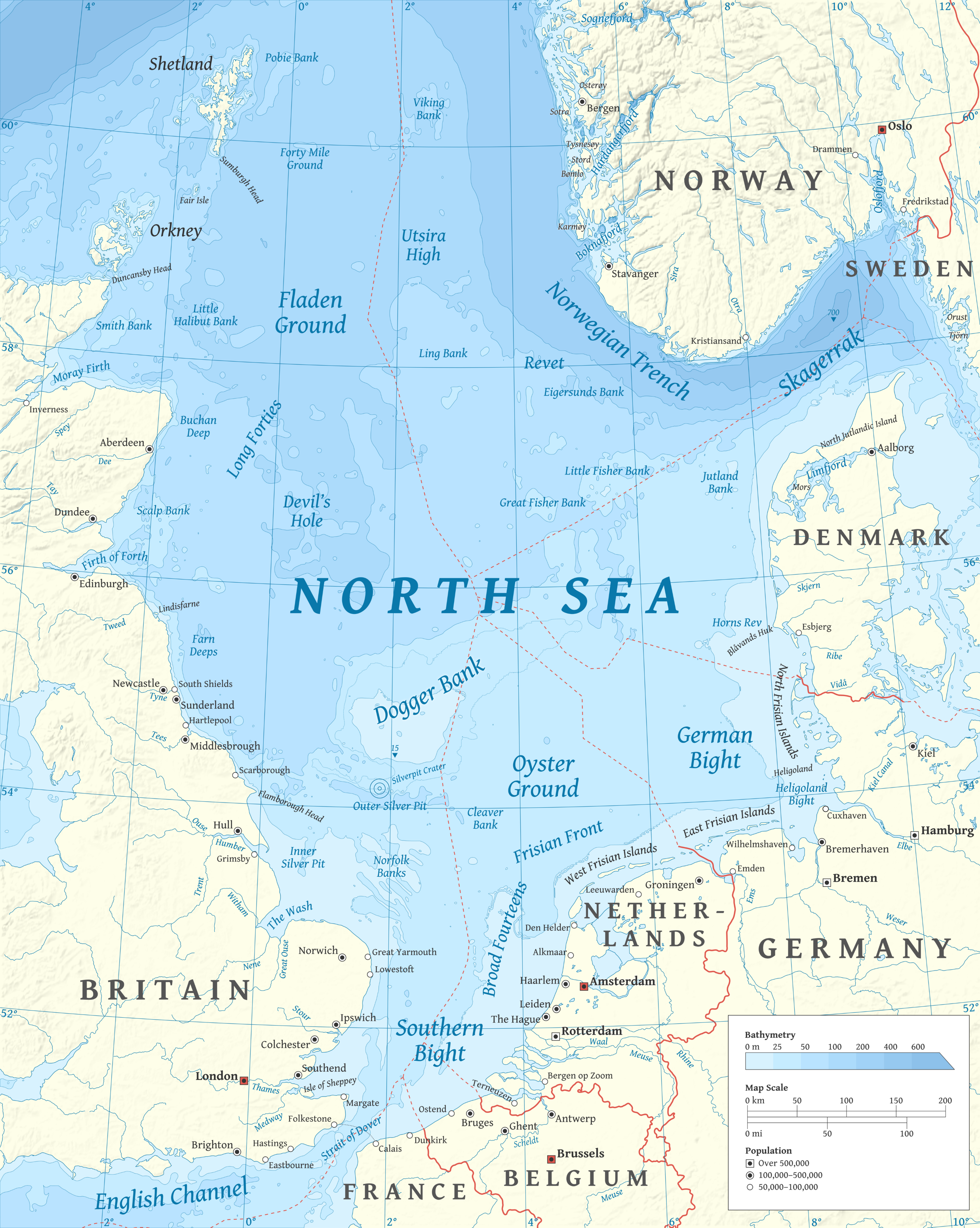
Az Északi-tenger

A Német Birodalom első kancellárja, Otto von Bismarck ügyesen irányította a német külpolitikát, így az országát nem kötelezte el szorosan egyik európai hatalom irányába sem. A hivatalból való 1890-es távozása után a német külpolitika mélyebben elkötelezte magát Ausztria-Magyarország és Olaszország irányába a hármas szövetség révén. Friedrich von Holstein külügyminiszter meggyőzte az új kancellárt, Leo von Caprivit, hogy 1890-ben ne újítsa meg a viszontbiztosítási egyezményt az Orosz Birodalommal. Bismarck ezt az egyezményt korábban azért kötötte meg az oroszokkal, hogy távol tartsa őket egy Franciaországgal kötendő szövetségtől. Az oroszok viszont, akik a hatalmas adósságaikat finanszírozni tudó szövetségeseket kerestek, így pár évvel később szövetségre léptek a franciákkal. Holstein abban bízott, hogy a viszontbiztosítási egyezmény felmondása révén közelebb kerülhet Nagy-Britanniához, mely ország Franciaországot és Oroszországot is riválisának érezte. Ez a számítása azonban nem vált be. 1890-től 1897-ig Németország az angolbarát és az oroszbarát politika között lavírozott, megmutatva a német vezetésben fennálló széthúzást.
1890-ben Alfred Thayer Mahan amerikai történész kiadta a haditengerészeti stratégiával foglalkozó, The Influence of Sea Power upon History című könyvét. A világszerte nagy feltűnést keltő műben Mahan úgy érvelt, hogy a tengeri haderő volt az a döntő tényező, ami lehetővé tette az erősebb nemzetek számára a felvirágzást és ennek köszönhetően tudták rákényszeríteni akaratukat a gyengébb nemzetekre. Meglátása szerint a tengeri hegemónia megszerzéséhez a szemben álló flották közti nagyméretű csata vezet. Ekkoriban a Német Császári Haditengerészet (Kaiserliche Marine) stratégiáját egy kereskedelmi háborúra való készülődés határozta meg, de Mahan elgondolásai és érvei hatalmas befolyással bírtak a német vezetőkre csakúgy, mint a britekre.
A művet a Mahant nagyra tartó Ludwig Borckenhagen tengernagy fordította le németre és minden német hadihajó könyvtárához küldtek belőle egy példányt. Vilmos császár 1894-ben olvasta és tetszését azonnal elnyerték Mahan gondolatai és igyekezett a német birodalmi gyűlést rávenni, hogy ezeket elfogadva fejlessze tovább a haditengerészetet.

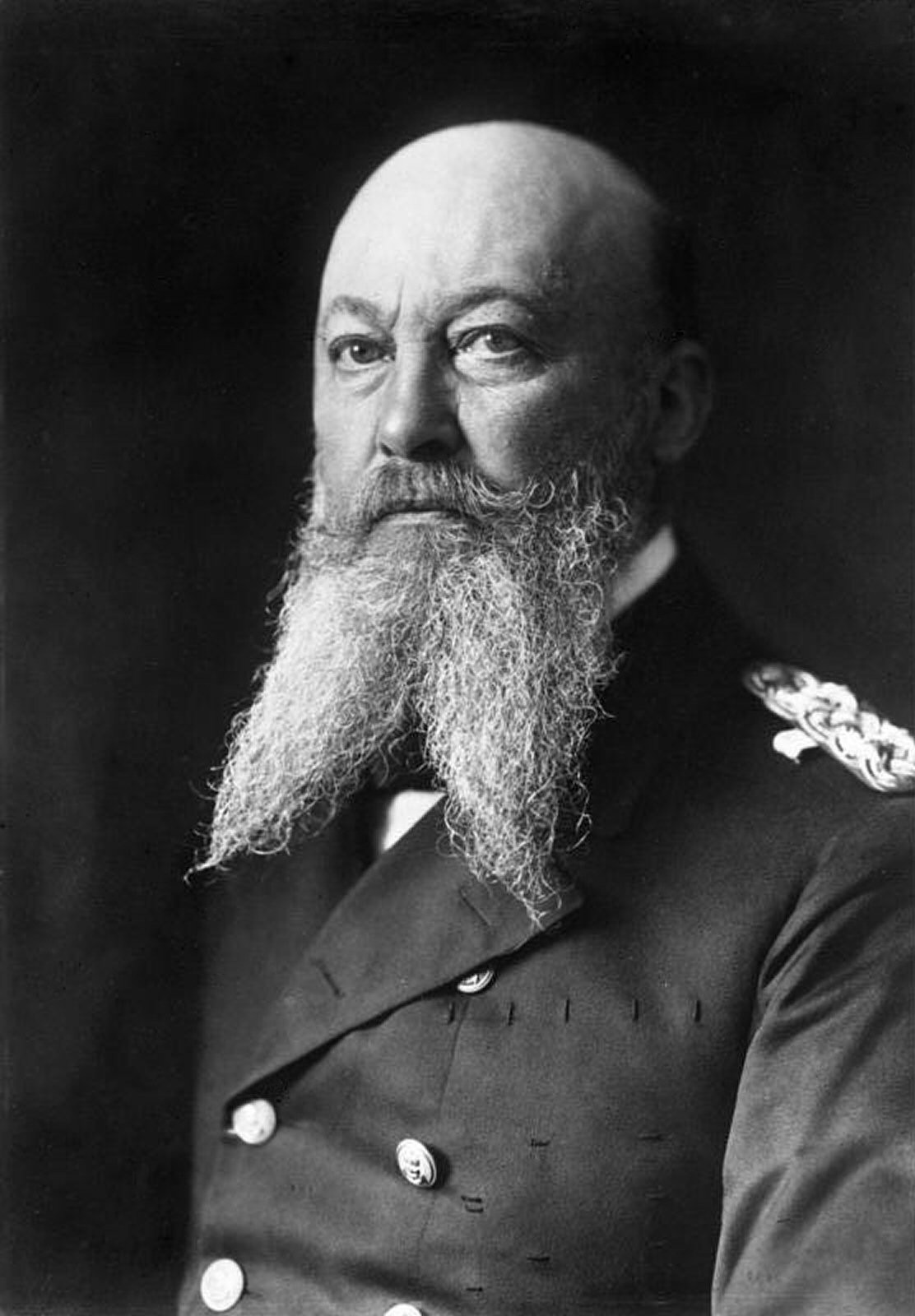
Alfred von Tirpitz német tengernagy volt a német flottaépítés és a "fleet in being" stratégia adoptálásának fő ösztönzője, aminek révén jobb tárgyalási pozícióba szerette volna juttatni Németországot Nagy-Britanniával szemben

A Reichstag a császár által 1895-ben kért 36 cirkálóból négynek a megépítését támogatta, a következő két évben pedig egyetlen egyét sem. A csalódott császár visszahívta Kínából a Kelet-ázsiai Hajórajt vezető Alfred von Tirpitz tengernagyot és 1897-ben a Birodalmi Haditengerészeti Minisztérium élére nevezte ki. Tirpitz követéje volt az angolellenes, nacionalista érzelmű Heinrich von Treitschkének, csakúgy, mint Mahan teóriájának a nagy csatahajóflották szerepét illetően. 1894-ben írt egy memorandumot „A flotta természetes célja a stratégiai offenzíva”, melyben megfogalmazta, hogy Németországnak a kereskedelmi háború folytatása és a partvédelem helyett támadólagos tengeri csatára kell felkészülnie annak érdekében, hogy megvédje helyét a világban.
Vilmos császárral való első találkozásakor, 1897 júniusában Tirpitz kifejtette azon meglátását, hogy Németországnak konfrontálódnia kell Nagy-Britanniával az európai nagyhatalmi pozíciójának megőrzése érdekében. Kifejtette stratégiai elképzelését is, miszerint Németországnak elég erős flottát kell építenie ahhoz, hogy annak legyőzése Nagy-Britanniának túl sokba kerüljön, és ezzel megkockáztatja, hogy egy ezt követő francia vagy orosz támadást már nem fog tudni kivédeni. Ez Mahan fleet in being stratégiájának egyik formája volt. Tirpitz úgy számolt, hogy mivel a brit flotta szétszórtan helyezkedik el a világ minden részén a brit területek védelme céljából, ezért „csatahajó-háborúra fog sor kerülni Helgoland és a Temze között.” Mind Tirpitz, mind Bernhard von Bülow külügyminiszter (1897–1900), majd kancellár (1900–1909) úgy kalkuláltak, hogy amint Németországnak elég nagy flottája lesz ahhoz, hogy azt a britek ne tudják legyőzni a saját hegemón pozíciójuk veszélyeztetése nélkül, Nagy-Britannia rá lesz kényszerülve a Németországgal való tárgyalásokra és talán még a „fényes elszigeteltség” (splendid isolation) politikáját feladva be is lép a hármas szövetségbe.

## A német flottatörvények (1898–1912)
Vilmos császár flottabővítés iránti lelkesedésének és Tirpitz stratégiai vízióinak megfelelően öt flottatörvényt (pontosabban két törvényt és a második háromszorri kiegészítését) fogadta el a Reichstag 1898 és 1912 között. A német cél az volt, hogy kétharmada annyi csatahajóval rendelkezzenek, mint Nagy-Britannia.
Az első flottatörvényt 1898 márciusában fogadták el, miután Vilmos császár, Tirpitz és Bülow vezetésével erőteljes lobbitevékenységet és a társadalmi kampányt folytatottak. A törvény 11 csatahajó megépítését tette lehetővé a következő hét év során. Nagy-Britanniában az első német flottatörvény elfogadása nem keltett nagy feltűnést, mivel Németország haditengerészete nem lett volna ettől nagyobb, mint az eddigi két legnagyobb, így nem borította volna fel a two-power standard-ot.[forrás?]
Tirpitz azonban 1898 novemberében hozzákezdett a flotta csatahajó-állományának megduplázását célzó terv kidolgozásához, melyben 45 csatahajó és páncélos cirkáló kapott volna helyet. A tervet 1899 szeptemberében terjesztette Vilmos császár elé. Az időpontválasztás nagyon kedvező volt, mivel ekkor tört ki a második búr háború és a britek egy alkalommal három német kereskedelmi gőzöst feltartóztattak Afrika déli partjainál, mivel úgy vélték fegyvereket szállítanak a búroknak. Ez az eset nagy felháborodást keltett a német társadalom körében és a második flottatörvényt így a Reichstag is megszavazta 1900 júniusában.

### HMSDreadnought

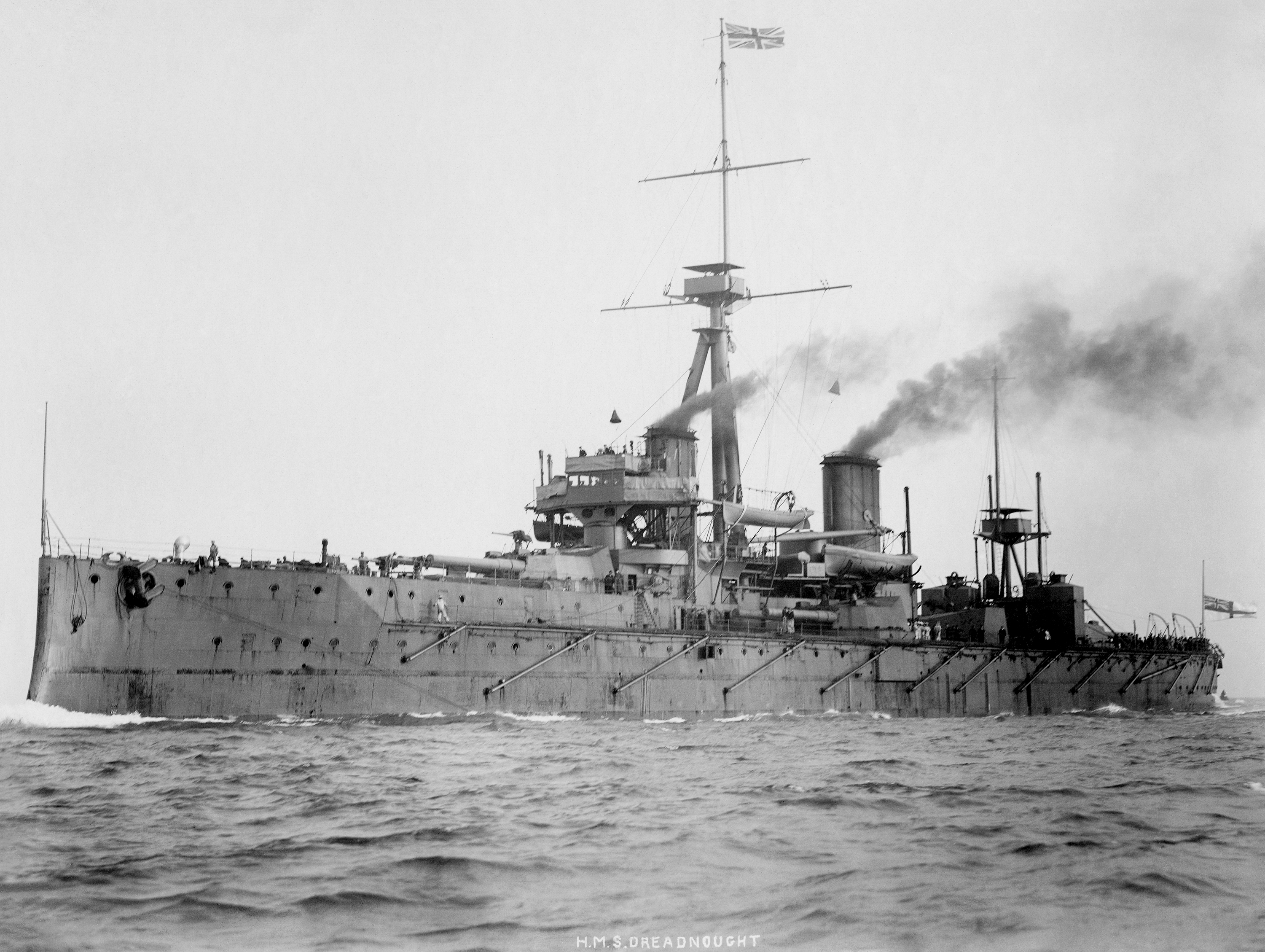
A brit Dreadnought csatahajó 2-3 korábbi csatahajó harcértékével bírt

A második flottatörvény elfogadása már aggodalmat keltett a brit politikusok körében. 1902-ben Lord Selborne, az admiralitás első lordja (Tirpitz ellenlábasa) a kabinet többi tagjának úgy nyilatkozott, hogy a német flottát úgy építik ki, hogy közben egy Nagy-Britanniával való háborút is figyelembe vesznek. 1904-ben John Fisher tengernagyot nevezték ki az első tengeri lordnak (a haditengerészet hivatásos vezetőjének), aki jelentős mértékben átszervezte a brit haditengerészetet és annak erejét jórészt a Brit-szigeteknél koncentrálta. Egy bizottságot is felállított egy szuper-csatahajó megtervezésére. A csatahajók tűntek a tengeri hadviselés jövőjének, amit megerősített az 1905 májusában vívott csuzimai csata is. A Dreadnought vízrebocsátására 1906 februárjában került sor, mindössze 14 hónappal az építésének jóváhagyását követően. Az éves rendszerességgel megjelenő Jane's Fighting Ships szaklap megjegyzése szerint a Dreadnought két vagy három normál (pre-dreadnought) csatahajóval volt egyenértékű.

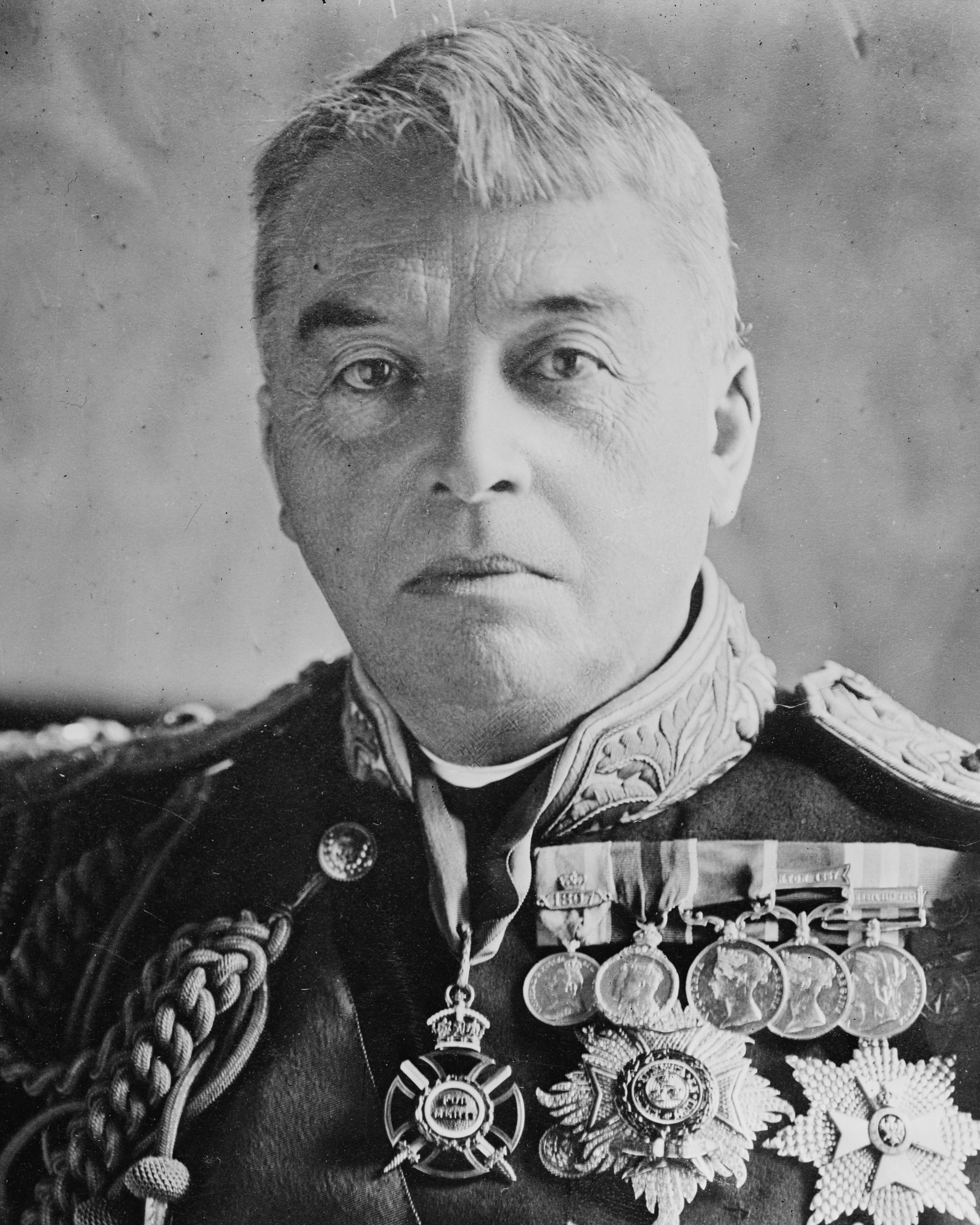
John Fisher tengernagy, 1904–1910 között első tengeri lord, a dreadnought-típusú csatahajók tervezésének irányítója és a brit haditengerészet átszervezője

1905 elején a Nagy-Britanniába delegált haditengerészeti attasé jelentette Tirpitz-nek, hogy a britek egy új típusú csatahajót terveznek építeni. Ezen a nyáron Tirpitz konzultált a tanácsadóival és őszre úgy döntött, hogy Németország választ fog adni a brit hajóépítési tervre. Egyes történészek itt felhívják arra a figyelmet, hogy a német döntéshozatal olyannyira inkoherens volt, hogy Tirpitz a kancellárral, a külügyminisztériummal, az államkincstárral, a haditengerészet stratégiai tervezési hivatalával, vagy a két másik haditengerészeti hivatallal, a haditengerészet főparancsnokságával és a haditengerészeti kabinettel való egyeztetés nélkül hozhatta meg a döntését. A Reichstag elé terjesztette az új, kiegészítő törvénytervezetét, ami szerint a második flottatörvényben foglaltakhoz képest 35%-kal magasabb költséggel évente két dreadnought-mintájú csatahajót és egy páncélos cirkálót kívánt megépíttetni. A javaslat a politikai pártok széles spektrumának heves ellenállásába ütközött, mivel növelte volna az államháztartási hiányt és mert a Reichstag nem kívánt adót emelni. A javaslat szempontjából szerencsés körülménynek bizonyult, hogy az első marokkói válság rendezésére összehívott algecirasi konferencia német szempontból kudarcként értékelt eredményei feltüzelték a nemzeti érzelmeket Nagy-Britannia és Franciaország ellen, így 1906 májusában mégis könnyen elfogadta azt a Reichstag.
Vilmos császár és Tirpitz – több más német vezetőhöz hasonlóan – a britek lépéseit a franciákéhoz és az oroszokéhoz igazodónak érezték és együttműködésükben a Németország bekerítésére való törekedést látták. Tirpitz úgy hitte, hogy britek tudatában vannak azzal, hogy hibát követtek el a drága csatahajók (dreadnoughtok) és páncélos cirkálók megépítésével és akkor fognak ráébredni a baklövésükre, ha Németország nem riad vissza az új típusú hajók építésétől. A német vezetés is egyre inkább tartott attól, hogy hasonlóan a dán flotta elleni 1807-es koppenhágai akcióhoz, a britek ellenük is gyors csapást terveznek végrehajtani. 1904 decemberében, az orosz-japán háború miatti politikai feszültség idején olyan hírek terjedtek, hogy a Japánnal szövetséges Nagy-Britannia támadást tervez végrehajtani (az Oroszországgal szimpatizáló) Németország ellen és az ekkor Berlinben tarózkodó londoni német nagykövetnek kellett biztosítania a császárt és magas rangú tiszteket afelől, hogy Nagy-Britannia nem akar háborút kezdeményezni. A félelmek növekedtével csaptak fel a nemzeti érzelmek is a szociáldemokrata párttal szemben, mivel ez a párt ellenszegült a magasabb védelmi költségekhez való hozzájárulásnak és ehelyett egy békés külpolitika folytatását tartotta volna követendőnek. 
1905-től John Fisher tengernagy háborús terveket készített a német partok blokád alá vonására, melyek a brit stratégia fő elemei lettek és 1914-ben ezeket ültették át a gyakorlatba. 1906-ban Fisher bejelentette, hogy Németország az „egyetlen valószínű ellenség” és a brit haditengerészetnek egy a németénél kétszer akkora erőt kell készenlétben tartania Németország partjaitól mindössze pár órányi távolságra. A brit külügyminisztérium vezető Németország-szakértője, Eyre Crowe 1907. január 1-ei, Edward Grey külügyminiszternek írt memorandumában foglaltak a brit politika részévé lettek. Ebben Crowe bátor ellenállást sürgetett az ellen, amit ő Németország próbálkozásának vélt az Európa feletti hegemónia megszerzésére. Úgy érvelt, hogy a német cselekedetek egy zavaros stratégia eredményei lehetnek, de a szándék irreleváns a brit nemzetbiztonság szempontjából.

### A flottatörvény második kiegészítése (1908)

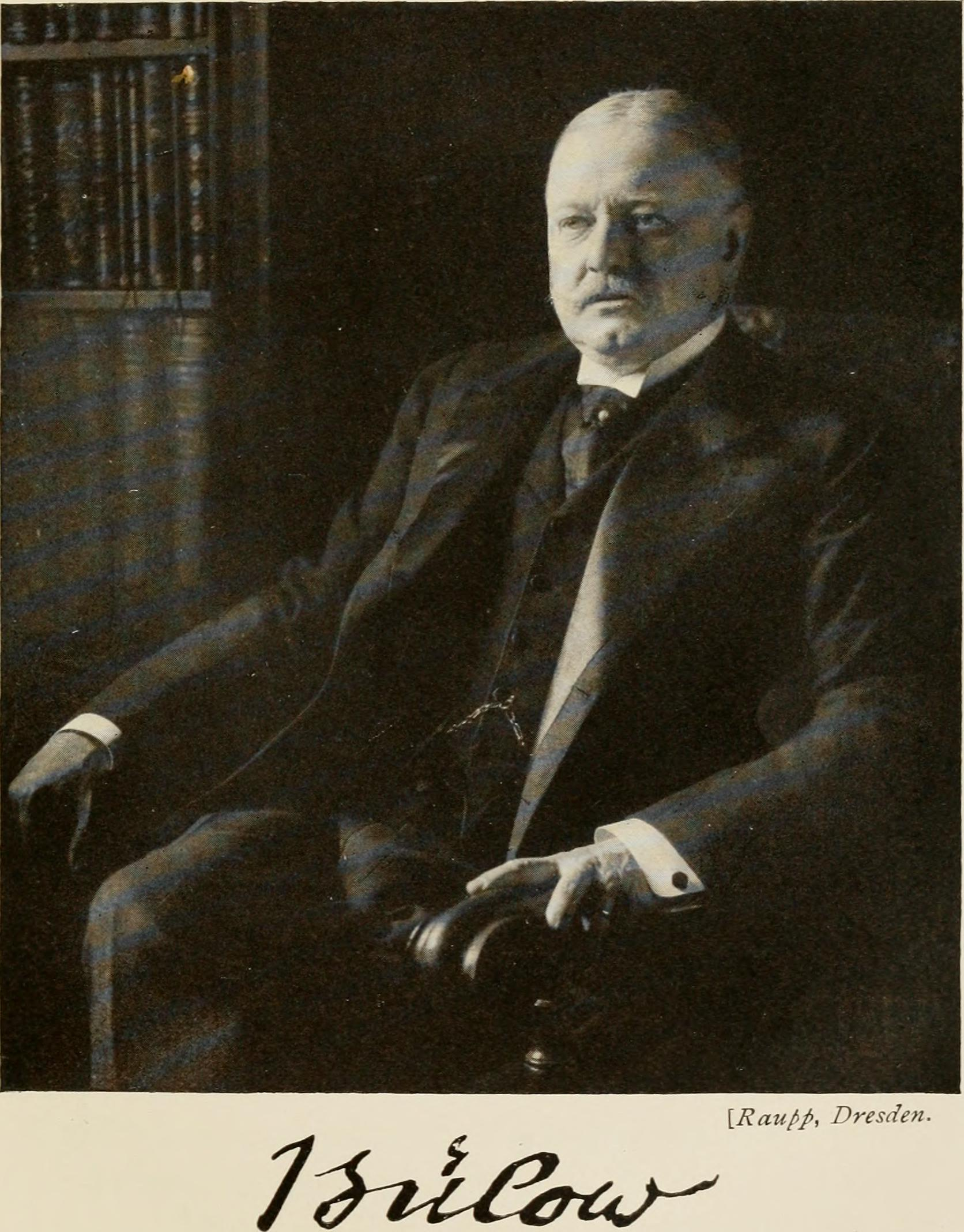
Bernhard von Bülow német kancellár (1900–1909), kezdetben Tirpitz tervének támogatója

1908 márciusában Tirpitz elérte a második flottatörvény kiegészítésének elfogadását a Reichstag részéről. (Ez brit forrásban negyedik flottatörvényként szerepel.) Ez az évi három helyett négy csatahajó építésének megkezdését tette volna lehetővé a következő négy év során, mielőtt ismét háromra állt volna vissza a szám. Amennyiben elfogadják, úgy Németország 21 modern csatahajóval rendelkezhetett volna 1914-ben. Tirpitz továbbra is azt feltételezte, hogy Nagy-Britanniát nem riadóztatná a német fejlesztés és biztosította a császárt arról, hogy a törvénykiegészítés „nemzetközi és belpolitikai tekintetben olyannyira csekélynek és ártatlannak tűnik, amennyire csak lehetséges.”
A boszniai válság miatti nemzetközi feszültség a katonaság költségeinek előteremtéséért felelős Bülow kancellár számára megkérdőjelezte Tirpitz stratégiájának helyességét, mivel ez nagyon drága volt és növelte Németország diplomáciai elszigeteltségét. Németország nemzeti adóssága 1900 és 1908 között megduplázódott és az állami költségvetésnek több mint a fele katonai kiadásokra ment el. Bülow arra a következtetésre jutott, hogy Németország nem engedheti meg magának Európa legnagyobb szárazföldi haderejének és második legnagyobb haditengerészetének a fenntartását egyszerre. Habár a londoni német nagykövet, Paul Metternich azt jelentette, hogy a flottaépítés elidegeníti Nagy-Britanniát Németországtól, Tirpitz azt állította, hogy a Németországgal való konfliktusnak az alapja a gazdasági versengés, nem pedig a flották vetélkedése. Tirpitz azzal is érvelt, hogy Németország túl sok pénzt fektetett már a flottafejlesztési programjába ahhoz, hogy leállítsa azt és a hazai politikai összefogás, melyet a flottafejlesztés támogatása kovácsolt össze, beláthatatlanul reagálna arra, ha a kormányzat kiszállna a fegyverkezési versenyből. Miután szembesült az államháztartás egyre nagyobb hiányával, de ugyanakkor nem bírta a császár bizalmát és a Reichstag ellenkezésével szemben sem kívánt adót emelni, Bülow 1909 júliusában lemondott.

### Brit reakció
A flottatörvény 1908-as kiegészítése Nagy-Britanniában nem keltett nagy figyelmet, bár a hadsereg és a kormányzat egyes tagjai tisztában voltak a potenciális fenyegetéssel. 1907 decemberében a brit admiralitás ténylegesen felvetette a hajóépítés mérséklését egy csatahajóra és egy páncélos cirkálóra a következő évben, ami az Asquith vezette liberális kormányzat prioritásainak is megfelelt volna, mivel többet akartak költeni a szociális programokra és általában csökkenteni akarták a kormányzati kiadásokat. Az 1908-as német törvénykiegészítést követően a nyár folyamán a brit közvélemény és a kormányzat köreiben mégis nagy riadalmat keltett.

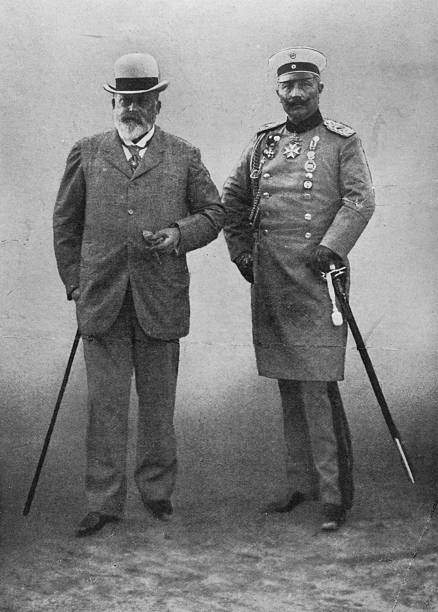
VII. Eduárd és II. Vilmos Berlinben

1908 augusztusában Eduárd király látogatást tett unokatestvérénél, Vilmos császárnál a Taunus hegységben lévő Kronbergben. Egy dokumentumot is vitt magával, amiben a brit aggodalmakat foglalták össze, de úgy döntött, nem hozza szóba a haditengerészeti kiadások kérdését, nehogy az elrontsa a kedélyes hangulatot. Vilmos Charles Hardinge külügyminiszter-helyettessel jókedvűen azt közölte, hogy ő úgy tudja, Németország és Nagy-Britannia között egész jó a kapcsolat. Hardinge udvariasan kifejezte egyet nem értését, azt állítva, hogy a német flottaépítési program ahhoz vezethet, hogy a liberális kormányzat a brit hajóépítés serkentését fogja kérni a parlamenttől, ami olyan haditengerészeti rivalizáláshoz fog vezetni, ami nagyban felerősíti a két ország közti feszültséget. Vilmos élesen válaszolva közölte, hogy nincs ok brit aggodalmakra, mivel a flottatörvény nincs hatással a két haditengerészet egymáshoz viszonyított erejére. Vilmos ezt követően abban a tudatban hagyta el Kronberget, hogy meggyőzte a briteket Németország álláspontjának jogosságáról.
Egy sor incidens fokozta a britek félelmeit. 1908 augusztusában a berlini brit haditengerészeti attasé arról számolt be, hogy Németország eggyel több csatahajót gyárt a meghatározott mennyiségnél. A valóságban azonban csak annyi történt, hogy a Schichau-Werke kérdést intézett a kormányzat felé, leszerződhetne-e már abban az évben egy 1909-re betervezett hadihajó megépítésére, mert így nem kellene addig sem elbocsátania a danzigi munkásait. Ezt követően október 28-án a The Daily Telegraph tett közzé egy cikket, amit egy a császárral készített interjúként állított be. Az újság a cikket elküldte Vilmos császárnak jóváhagyásra, aki azt továbbküldte Bülow kancellárnak, aki pedig a külügyminisztériumnak küldte tovább átnézésre, amire viszont nem került sor. A cikkben – Margaret MacMillan történész véleménye szerint – Vilmos császár önsajnáló és vádaskodó benyomást keltett, aki azt állította, a britek „kergék, mint a márciusi nyúl” (mad, mad, mad as March hares), mivel véleménye szerint nem tudják, hogy Németország a jó barátjuk és a haditengerészet fejlesztése nem ellenük, hanem Japán ellen irányul. A Daily Telegraph-afférként elhíresült esetet úgy ítélték meg Nagy-Britanniában, hogy Vilmos császár mentálisan kiegyensúlyozatlan, avagy ez egy alantas terv része a brit közvélemény befolyásolására. A német vezetőket megdöbbentette, hogy a császár hagyta magát a köznevetség tárgyává tenni, a nacionalistákat és a konzervatívokat feldühítette, hogy Nagy-Britanniát Németország barátjának nevezte, míg a baloldaliak meg voltak győződve arról, hogy a Reichstagnak nagyobb ellenőrzést kellene gyakorolnia a császár felett. Az affér következtében Vilmos és a császári trón tekintélye erősen meggyengült, a császár mély depresszióba esett és soha nem bocsátotta meg Bülow-nak a cikk publikálásának engedélyezését, ami hozzájárult a kancellár 1909-ben való távozásához hivatalából.

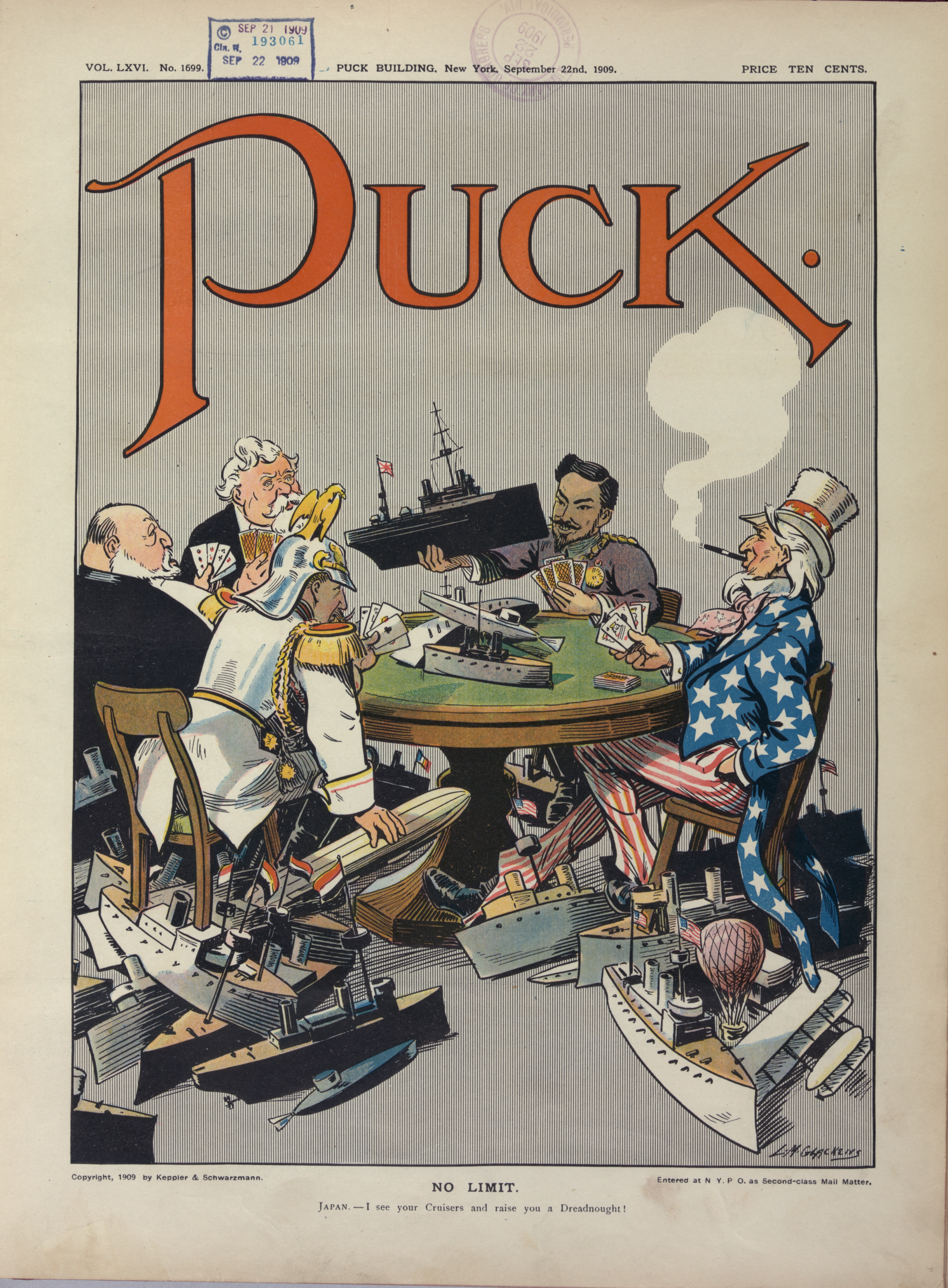
Az öt nemzet haditengerészeti versengését ábrázoló karikatúra (Puck, 1909)

A német flottatörvény-kiegészítés elfogadása után az admiralitás felhagyott a hajóépítés csökkentésének tervével és 1908 decemberében legalább hat új csatahajó megépítését vetette fel. A kabineten belüli ellenzék nemtetszését fejezte ki a költségek miatt David Lloyd George kincstári kancellár (pénzügyminiszter) és Winston Churchill kereskedelmi miniszter vezetésével, akik a katonai kiadások növekedésében a liberális párt által beígért jóléti reformokat látták veszélyeztetve. Lloyd George figyelmeztette Asquith miniszterelnököt, hogy a liberális párt képviselői fellázadnának a haditengerészeti kiadások 38 millió £ értékben való növelésére tett javaslat ellen. Azonban a konzervatív párt, a Haditengerészeti Liga és a fegyveripar a kiadások növelését támogatta. A populáris érzelmektől hajtva hozzájuk csatlakozott VII. Eduárd is, aki nyolc további csatahajó építését szorgalmazta. Egy konzervatív képviselő találta ki a népszerűvé vált szlogent: „Nyolcat akarunk és nem várhatunk!” ('We want eight and we won't wait!') 
A haditengerészet erősítésének széleskörű támogatottságát érzékelve Asquith 1909 februárjában tető alá hozott egy kompromisszumot, miszerint a következő pénzügyi évben négy csatahajó építésének látnak hozzá, amit 1910 tavaszán további néggyel toldanak meg, amennyiben szükség lesz rájuk. A liberálisok támogatásával a kormányzat megsemmisítette a konzervatívok által benyújtott bizalmatlansági indítványt. Lloyd George bevette az újabb csatahajókat az általa javasolt és az „Emberek Költségvetése” (People’s Budget) névvel illetett költségvetési tervezetébe 1909 áprilisában, amit azonban 1909 novemberében a jövedelmek és vagyonok újraelosztására irányuló intézkedései miatt felháborodott Lordok Háza nem fogadott el. Asquith ezután feloszlatta a parlamentet, hogy 1910 januárjában új általános választásokat tarthassanak. Ezen a kormánya elveszítette a parlamenti többségét, de továbbra is hivatalban maradt az Ír Parlamenti Párt (Irish Parliamentary Party) támogatásával. A választások után a Lordok Háza ejtette az ellenkezését az „Emberek Költségvetése” ellen, így annak 1910 áprilisi elfogadásakor hozzájárult a csatahajók megépítéséhez. Ez a lépés a fegyverkezési verseny eszkalálódását vonta maga után.

### A fegyverkezési verseny vége (1912–1914)

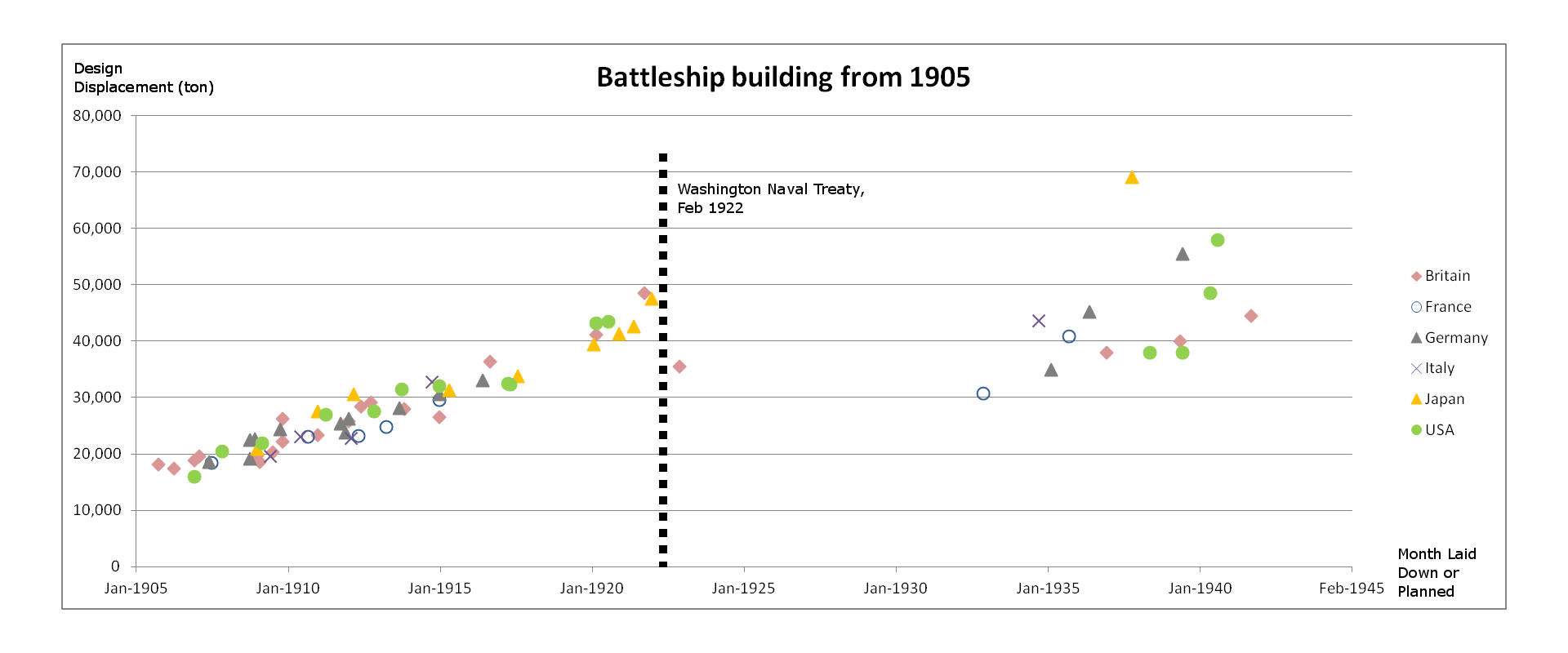
A csatahajók méretének és tűzerejének első világháború előtti, alatti és utáni gyors növekedését mutató diagram – a folyamatnak (átmenetileg) a versailles-i békeszerződés és a washingtoni flottaegyezmény vetett gátat

1912-ben Theobald von Bethmann-Hollweg német kancellár véget vetett a fegyverkezési versenynek. Az ő célja az volt, hogy biztosítsa a britekkel való megegyezést Németország elszigeteltségének felszámolása érdekében. Az orosz hadsereg fejlesztése arra késztette a németeket, hogy több pénzt fordítsanak a szárazföldi hadseregükre és ebből kifolyólag kevesebbet a haditengerészetükre. Ez a kezdeményezés vezetett a Haldane misszióhoz. A tárgyalások során Németország felajánlotta, hogy elfogadja a brit haditengerészeti fölényt, amennyiben a britek garantálják semlegességüket egy olyan háború esetén, melyben Németország nem nevezhető agresszornak. A javaslatot a britek visszautasították, mivel nem látták semmi hasznát egy ilyen egyezménynek, és a saját haditengerészeti fölényüket is bizonytalannak érezték. Ellenben a brit külügyminiszter, Edward Grey jóval nyersebb politikát kívánt folytatni Németországgal szemben.
Fisher egyre nagyobb befolyást szerző elképzelései és a pénzügyi megszorítások miatt 1913-ra élénk belső viták voltak Nagy-Britanniában az új hajókról. Manapság általánosan elfogadott a történészek részéről az a megállapítás, hogy 1914 első felében a németek a tengeralattjáró-fegyvernem fejlesztésére álltak át az új csatahajók és rombolók építése helyett, amivel gyakorlatilag kiléptek a fegyverkezési versenyből. Mivel az új programjukat titokban tartották, más hatalmak késve követhették csak őket.[forrás?] Az első világháború kezdetére Nagy-Britannia 20 modern csatahajóval és 9 csatacirkálóval rendelkezett, míg ugyanekkor Németországnak csak 15 szolgálatban lévő modern csatahajója és 7 csatacirkálója volt.
| Ország                     | Állomány | Nagy hadihajók (dreadnoughtok) | Vízkiszorítás |
| -------------------------- | -------- | ------------------------------ | ------------- |
| Oroszország                | 54,000   | 4                              | 328,000       |
| Franciaország              | 68,000   | 10                             | 731,000       |
| Nagy-Britannia             | 209,000  | 29                             | 2,205,000     |
| Antant összesen            | 331,000  | 43                             | 3,264,000     |
| Németország                | 79,000   | 17                             | 1,019,000     |
| Ausztria-Magyarország      | 16,000   | 3*                             | 249,000       |
| Központi hatalmak összesen | 95,000   | 20                             | 1,268,000     |
| Összesen                   | 426,000  | 63                             | 4,532,000     |
| *A 4. még átadás előtt.    |          |                                |               |

## Fordítás
- Ez a szócikk részben vagy egészben  az   Anglo-German naval arms race című angol Wikipédia-szócikk ezen változatának fordításán alapul.  Az eredeti cikk szerkesztőit annak laptörténete sorolja fel. Ez a jelzés csupán a megfogalmazás eredetét és a szerzői jogokat jelzi, nem szolgál a cikkben szereplő információk forrásmegjelöléseként.
- Ez a szócikk részben vagy egészben  a   Deutsch-Britisches Flottenwettrüsten című német Wikipédia-szócikk ezen változatának fordításán alapul.  Az eredeti cikk szerkesztőit annak laptörténete sorolja fel. Ez a jelzés csupán a megfogalmazás eredetét és a szerzői jogokat jelzi, nem szolgál a cikkben szereplő információk forrásmegjelöléseként.

## További olvasmányok
Angol nyelvű Wikipédia forrásai:
- Berghahn, V.R. Germany and the Approach of War in 1914 (Macmillan, 1973). pp 25–42
- Berghahn, Volker Rolf. Der Tirpitz-Plan (Droste Verlag, 1971). in German
- Bird, Keith. "The Tirpitz Legacy: The Political Ideology of German Sea Power," Journal of Military History, July 2005, Vol. 69 Issue 3, pp 821–825
- Bönker, Dirk. Militarism in a Global Age: Naval Ambitions in Germany and the United States before World War I (2012)        excerpt and text search; online review
- Bönker, Dirk. "Global Politics and Germany's Destiny 'from an East Asian Perspective': Alfred von Tirpitz and the Making of Wilhelmine Navalism." Central European History 46.1 (2013): 61-96.
- Brandenburg, Erich. From Bismarck to the World War: A History of German Foreign Policy 1870–1914. London: Oxford University Press, 266–99 & 394–417. o. (1933. március 15.)
- Clark, Christopher M.. The Sleepwalkers: How Europe Went to War in 1914. London: Allen Lane (2012). ISBN 978-0061146657
- (2015. április 1.) „Sir John Fisher and the Policy of Strategic Deterrence, 1904–1908”. War in History 22 (2), 155–173. o. DOI:10.1177/0968344514521126.
- Epkenhans, Michael. Tirpitz: Architect of the German High Seas Fleet. Washington, DC: Potomac Books (2008. március 15.). ISBN 978-1574887327
- Grimes, Shawn T.. Strategy and War Planning in the British Navy. Boydell & Brewer (2012. március 15.). ISBN 978-1843836988
- Herweg, Holger H.. 'Luxury Fleet', The Imperial German Navy 1888–1918. London: The Ashfield Press (1980). ISBN 0-948660-03-1
- Hobson, Rolf. The German School of Naval Thought and the Origins of the Tirpitz Plan 1875-1900 [archivált változat], Forsvarsstudier no. 2/1996. Oslo: Norwegian Institute for Defence Studies (1996. március 15.). Hozzáférés ideje: 2021. január 18. [archiválás ideje: 2018. május 23.]
- Hobson, Rolf. Imperialism at Sea: Naval Strategic Thought, the Ideology of Sea Power, and the Tirpitz Plan, 1875-1914. Brill Publishers (2002. március 15.). ISBN 978-0391041059
- Hoerber, Thomas. "Prevail or perish: Anglo-German naval competition at the beginning of the twentieth century," European Security (2011) 20#1, pp. 65–79.
- (2002. október 1.) „Strategy, Tactics, and Turf Wars: Tirpitz and the Oberkommando der Marine, 1892-1895”. Journal of Military History 66 (4), 1033–1060. o. DOI:10.2307/3093263. JSTOR 3093263.
- Kelly, Patrick J.. Tirpitz and the Imperial German Navy. Indiana University Press (2011. március 15.). ISBN 978-0253355935
- Kennedy, Paul M. The rise of the Anglo-German antagonism, 1860-1914 (1980) pp 410–31.
- Kennedy, Paul M.. The Rise and Fall of the Great Powers. Boston: Allen & Unwin (1989. március 15.). ISBN 978-0679720195
- Kennedy, Paul. "Strategic Aspects of the Anglo-German Naval Race", in Kennedy, Strategy and Diplomacy 1870-1915 (1983)
- Kennedy, Paul. The rise and fall of British naval mastery (1976) pp 205–38
- Lambert, Nicholas A.. Sir John Fisher's Naval Revolution. University of South Carolina Press (2001. március 15.). ISBN 978-1570034923
- MacMillan, Margaret. The War That Ended Peace: The Road to 1914, Kindle, Penguin Books (2013). ISBN 978-0812994704
- Marder, Arthur. From the Dreadnought to Scapa Flow: Volume I: The Road to War 1904-1914, August 2013 reprint, Naval Institute Press (1978. március 15.). ISBN 978-1591142591
- (2015. május 1.) „A Revolution in Naval Affairs? Technology, Strategy and British Naval Policy in the 'Fisher Era'”. Journal of Strategic Studies 38 (7), 944–965. o. DOI:10.1080/01402390.2015.1005440.
- Murray, Michelle. "Identity, insecurity, and great power politics: the tragedy of German naval ambition before the First World War." Security Studies 19.4 (2010): 656-688. online
- Padfield, Peter. The Great Naval Race: Anglo-German Naval Rivalry 1900-1914 (2005) online Archiválva 2018. augusztus 9-i dátummal a Wayback Machine-ben
- Rüger, Jan. The Great Naval Game: Britain and Germany in the Age of Empire, Studies in the Social and Cultural History of Modern Warfare (Book 26). Cambridge University Press (2007. március 15.). ISBN 978-0521875769
- Rüger, Jan. "Revisiting the Anglo-German Antagonism," Journal of Modern History (2011) 83#3, pp. 579–617 in JSTOR
- (2010. január 7.) „Intelligence Information and the 1909 Naval Scare: The Secret Foundations of a Public Panic”. War in History 17 (1), 37–59. o. DOI:10.1177/0968344509348302.
- Steinberg, Jonathan (1973. március 1.). „Review: The Tirpitz Plan (Reviewed Work: Der Tirpitz-Plan. Genesis und Verfall einer innenpolitischen Krisenstrategie by Volker R. Berghahn)”. The Historical Journal 16 (1), 196–204. o. DOI:10.1017/S0018246X00003794. JSTOR 2637924.
- Steinberg, Jonathan. Yesterday's Deterrent: Tirpitz and the Birth of the German Battle Fleet. London: Macdonald (1965. március 15.)
- Vagts, Alfred. "Land and Sea Power in the Second German Reich." Journal of Military History 3.4 (1939): 210+ online
- Woodward, E.L. Great Britain And The German Navy (1935) 535pp; scholarly history online

## Linkek
- Bönker, Dirk: Naval Race between Germany and Great Britain, 1898–1912. 1914-1918-online. International Encyclopedia of the First World War
- Brose, Eric: Arms Race prior to 1914, Armament Policy. 1914-1918-online. International Encyclopedia of the First World War

## Lásd még
- Német Császári Haditengerészet
- Német flottatörvények
- Nyílttengeri Flotta